# Lambert (Missouri)
Lambert – wieś w Stanach Zjednoczonych, w stanie Missouri, w hrabstwie Scott.